# Giorgio Toschi
Giorgio Toschi (Chieti, 15 novembre 1954) è un generale italiano, comandante generale della Guardia di Finanza dal 2016 al 2019.

## Biografia
La sua famiglia è presente nella Guardia di Finanza da quattro generazioni: il nonno era ispettore, il padre Generale di Corpo d'armata, e Ufficiale il figlio. Toschi ha tre lauree: in Giurisprudenza, Economia e Commercio, Scienze della sicurezza economico-finanziaria.
Nella sua carriera all'interno della Guardia di Finanza, ha comandato la Tenenza di Viareggio; la Compagnia di Velletri; il Gruppo di Pisa; la Legione di Palermo; il Nucleo Speciale di Polizia Valutaria, il comando regionale in Toscana fino al luglio 2010.
È stato comandante dei corsi Allievi dell'Accademia a Bergamo, a Castelporziano e alla Scuola di Polizia Tributaria; inoltre ha retto per oltre due anni il Comando dei Reparti speciali della Guardia di Finanza.
Presso il Comando Generale a Roma, è stato Capo della Segreteria e dell'Ufficio del Comandante in Seconda del Corpo, Capo del V Reparto "Relazioni Esterne e Comunicazione", portavoce del Comandante Generale.
Nel dicembre 2015 è diventato Comandante in Seconda della Guardia di Finanza, succedendo a Michele Adinolfi.
Il 29 aprile 2016 è stato nominato dal Consiglio dei ministri Comandante Generale della Guardia di Finanza succedendo al Generale Saverio Capolupo. Il 25 maggio 2019 gli è succeduto nella carica Giuseppe Zafarana.

### Didattica
È stato docente del consiglio didattico scientifico del master in "Intermediari, emittenti e mercati finanziari" presso l'Università "La Sapienza" di Roma, membro del comitato ordinatore del master di II livello in “Diritto finanziario e legislazione antiriciclaggio” presso l'Università degli Studi dell'Aquila nonché direttore del master di II livello in "Sicurezza economico finanziaria e antiriciclaggio" dell'Università Telematica Pegaso di Napoli.

## Incarichi Ricevuti e Produzione Scientifica
Già componente del "Comitato Antiriciclaggio" del Ministero dell'economia e delle finanze nonché del Consiglio di Amministrazione dell'Ente Editoriale per il Corpo della Guardia di Finanza, è stato membro del Comitato di redazione della "Rivista" della Guardia di Finanza.
È autore di alcuni studi monografici e di numerosi articoli di interesse storico e tecnico/professionale pubblicati sul citato periodico bimestrale e sul mensile "Il Finanziere"; ha curato, inoltre, numerose pubblicazioni edite dal Comando Generale del Corpo.
È stato Presidente di un Comitato di Base di Rappresentanza Militare (CoBaR).
Ha presieduto il Consiglio Superiore della Guardia di Finanza, la Commissione Ordinaria di Avanzamento ed il Consiglio dei Gruppi Sportivi "Fiamme Gialle".
È Presidente del Comitato Scientifico e di Redazione della "Rivista della Guardia di Finanza", periodico bimestrale a carattere giuridico, economico e tecnico-professionale.
È membro della “Commissione consultiva per il contrasto all’evasione e all’elusione e alle frodi fiscali”, istituita dal Ministro dell’economia e delle finanze con decreto del 15/02/2017.
È Presidente del Consiglio di Amministrazione dell'Ente Editoriale per il Corpo della Guardia di Finanza.
Dal 31 dicembre 2015 al 24 maggio 2016 ha assolto le funzioni di Comandante in Seconda della Guardia di Finanza.
Dal 27 aprile 2017 è Consigliere nel Consiglio Direttivo del Centro Interamericano delle Amministrazioni Tributarie (C.I.A.T), per i Paesi non Americani.
Nel 2023 viene scelto come proprio consulente - a titolo gratuito - dal ministro e vicepremier Antonio Tajani.

## Onorificenze

### Onorificenze italiane
Si fregia, inoltre, del distintivo "Cifra d’Onore" della Presidenza della Repubblica.
Ha ricevuto il Premio Internazionale "Liberi di Crescere" - IV edizione/2011 - per il suo impegno a favore dei minori e della loro sicurezza contro la pedopornografia.
Ha ricevuto il premio "100 Eccellenze Italiane per l'anno 2017" con il patrocinio della Presidenza del Consiglio dei Ministri.
Ha ricevuto il "Premio Argil: uomo europeo 2017" tributato dall'ordine dei giornalisti - con il patrocinio delle rappresentanze in Italia della Commissione e del Parlamento Europeo - a personalità che si sono particolarmente distinte nei molteplici settori della comunicazione.
In data 03 agosto 2018 gli è stata conferita l'onorificenza di "Ambasciatore d'Abruzzo nel Mondo" tributata a quelle persone di origine abruzzese che, con meriti accademici, culturali, politici, sociali, professionali, si sono positivamente distinte nei Paesi stranieri, o nelle Regioni italiane diverse dall'Abruzzo, in cui sono emigrate in passato o dove attualmente vivono stabilmente.
In data 19 agosto 2018 il Comitato del CSI (Centro Sportivo Italiano) di Chieti gli ha assegnato il “Discobolo d’Oro al Merito CSI”, per l’impegno a favore dell’Associazione e della sua proposta sportivo-educativa.
In data 13 dicembre 2018 gli è stato conferito dall’Associazione culturale “L’Alba del Terzo Millennio” il premio “Le Ragioni della Nuova Politica” concesso a coloro che hanno dato un rilevante contributo al nostro Paese e alla tutela della legalità soprattutto nell’ambito tributario.
Nel 2018 l’Associazione ARGOS Forze di Polizia gli ha conferito il titolo di “Ambasciatore delle Buone Azioni”, in considerazione dell’impegno e degli impulsi di vicinanza e di altruismo profusi per le manifestazioni dal richiamo sociale.
In data 14 marzo 2019 quale Comandante Generale della Guardia di Finanza, gli è stato conferito il "Fiorino d'Oro" dal Sindaco di Firenze.

### Onorificenze straniere
Nel corso della carriera gli sono state tributate numerosissime ricompense di ordine morale ed una speciale "attestazione di merito e d'apprezzamento" dal F.B.I. del Dipartimento di Giustizia degli U.S.A. per il suo impegno contro il finanziamento del terrorismo internazionale.
Il Ministro degli Affari Interni della Repubblica di Albania gli ha concesso una “Medaglia al Valore”, con Certificato, in segno di ringraziamento per il prezioso contributo fornito nel rafforzamento - nel 2017 - del rapporto di collaborazione tra il popolo italiano e quello albanese nella lotta ai traffici illeciti.
In data 14 dicembre 2018 gli è stata concessa dal Governo della Repubblica di Colombia l’onorificenza dell’Ordine di San Carlo, nel grado di Grande Ufficiale, in ragione del forte impulso impresso alle relazioni bilaterali intercorse con il citato Paese sudamericano, in ultimo consolidate dal progetto di cooperazione in essere tra la Guardia di Finanza e la locale Procura Generale.
È stato insignito della "Gran Cruz de la Frontera", massima onorificenza della Gendarmeria Nazionale Argentina (G.N.A./2017).